# Lomariopsis vestita
Lomariopsis vestita là một loài thực vật có mạch trong họ Lomariopsidaceae. Loài này được E. Fourn. mô tả khoa học đầu tiên năm 1872.